# Ficus cartagenensis
Ficus cartagenensis är en mullbärsväxtart som beskrevs av Armando Dugand. Ficus cartagenensis ingår i släktet fikonsläktet, och familjen mullbärsväxter. Inga underarter finns listade i Catalogue of Life.